# S&P Global 100
Le S&P Global 100 est un indice boursier calculé par Standard & Poor's.

## Composition
(décembre 2005)
- 3M Company
- ABN Amro Holding NV
- Aegon NV
- Alcan Inc.
- Alcatel SA - A Shares
- Allianz AG
- Altria Group, Inc.
- American International Group
- Assicurazioni Generali SpA
- AstraZeneca
- AXA
- Banco Bilbao Vizcaya Argentaria, S.A.
- Banco Santander, S.A.
- Barclays
- BASF AG
- Bayer AG
- BHP Billiton Limited
- BNP Paribas SA
- BP plc
- Bridgestone Corp.
- Bristol-Myers Squibb
- Canon Inc.
- Carrefour SA
- Chevron Corp.
- Citigroup Inc.
- Coca Cola Co.
- Colgate-Palmolive
- Credit Suisse Group
- DaimlerChrysler AG
- Dell Inc.
- Deutsche Bank AG
- Deutsche Telekom AG
- Diageo
- Dow Chemical
- Du Pont (E.I.)
- E.On AG
- EMC Corp.
- Ericsson LM AB - B Shares
- Exxon Mobil Corp.
- Ford Motor
- Fortis Group
- France Telecom SA
- Fuji Photo Film Co.
- General Electric
- General Motors
- GlaxoSmithKline plc
- Hewlett-Packard
- Hitachi
- Honda Motor Corp.
- HSBC Holdings plc
- ING Groep NV
- Intel Corp.
- International Business Machines
- Johnson & Johnson
- JPMorgan Chase & Co.
- Kimberly-Clark Corp.
- Koninklijke (Royal) Philips Electronics NV
- L'Oreal SA
- Lucent Technologies
- LVMH Moet Hennessy Louis Vuitton
- Matsushita Electric Industrial
- McDonald's Corp.
- Merck & Co.
- Microsoft Corp.
- Morgan Stanley
- Nestle SA
- News Corporation
- NIKE Inc.
- NissanNissan Motor Co.
- Nokia Oyj
- Nortel Networks Corp.
- Novartis AG
- PepsiCo Inc.
- Pfizer, Inc.
- Procter & Gamble
- Repsol YPF, S.A.
- Reuters Group
- Royal Dutch Shell - A shares
- Royal Dutch Shell - B shares
- Samsung Electronics Company Limited
- Sanofi-Aventis
- Seven & I Holdings Co Ltd
- Siemens AG
- Sony Corp.
- Standard Chartered
- Suez
- Swiss Re
- Telefonica, S.A.
- Texas Instruments
- Time Warner Inc.
- Toshiba Corp.
- Total SA
- Toyota Motor Corp.
- Tyco International
- UBS AG
- Unilever NV
- United Technologies
- Vivendi Universal SA
- Vodafone Group PLC
- Volkswagen AG
- Wal-Mart Stores